# Verbascum silvanense
Verbascum silvanense är en flenörtsväxtart som beskrevs av Hub.-mor.. Verbascum silvanense ingår i släktet kungsljus, och familjen flenörtsväxter. Inga underarter finns listade i Catalogue of Life.